# Neosensoriaphis parva
Neosensoriaphis parva är en insektsart som beskrevs av Quednau 1990. Neosensoriaphis parva ingår i släktet Neosensoriaphis och familjen långrörsbladlöss. Inga underarter finns listade i Catalogue of Life.